# Agatu jezik
Agatu jezik (sjeverni idoma, sjevernoidomski, ochekwu; ISO 639-3: agc), jezik koji u Nigeriji na području država Benue i Nassarawa govori oko 70 000 ljudi (1987 UBS).
Agatu pripada u idomoid jezike i užoj skupini idoma u koju se klasificiraju i Alago [ala], Idoma [idu], Igede [ige] i Yala [yba].

## Vanjske poveznice
- Ethnologue (14th)
- Ethnologue (15th)